# Scott Wedman
Scott Dean Wedman (Harper, Kansas; 29 de julio de 1952) es un exjugador de baloncesto estadounidense que disputó 13 temporadas en la NBA. Con 2,01 metros de altura, jugaba en la posición de escolta.

## Trayectoria deportiva

### Universidad
Jugó durante 4 temporadas con los Buffaloes de la Universidad de Colorado, en los que promedió 16,8 puntos y 9,1 rebotes por partido.

### Profesional
Fue elegido en la sexta posición del Draft de la NBA de 1974 por Kansas City-Omaha Kings, donde en su primera temporada promedió 11,1 puntos y 6,1 rebotes por partido, suficientes para ser incluido en el Mejor quinteto de rookies de ese año. Allí jugó durante 7 temporadas, jugando el All-Star Game en 1976, llegando a lo más alto de su carrera en las dos últimas, cuando promedió 19,0 puntos por partido en cada una de ellas. En 1981, viendo los Kings que no podrían mantener en el equipo a él y a su compañero All Star Otis Birdsong, decidieron traspasar a ambos, yendo Wedman a parar a Cleveland Cavaliers.
Sus estadísticas bajaron ostensiblemente en los Cavs, anotando 10,9 puntos por partido en su primera temporada. Madiada la siguiente fue traspasado a Boston Celtics, donde se convirtió en una pieza clave, saliendo desde el banquillo, para la consecución de los anillos de campeones en 1984 y 1986. Su adtuación más memorable sucedió en el primer partido de las Finales de la NBA de 1985, cuando, saliendo como suplente, anotó sus 11 tiros de campo sin fallo, incluidos 4 triples, en la victoria de los Celtics ante Los Angeles Lakers por 148-114, un partido al que se le denominó Memorial Day Massacre. A menudo sustituía a Larry Bird o Kevin McHale cuando caían lesionados.
Tras cuatro temporadas en Boston, fue traspasado junto con Sam Vincent a los Seattle Supersonics, a cambio de una segunda ronda del Draft de la NBA de 1989. sin embargo, no llegó a jugar ni un solo partido con los Sonics, retirándose del baloncesto en activo. En sus 13 temporadas como profesional promedió 13,2 puntos y 4,8 rebotes por partido.
En 2007, fue incluido en el Salón de la Fama del estado de Colorado.

## Estadísticas de su carrera en la NBA
| † | Campeones de la NBA |

### Temporada regular
| Año      | Equipo            | PJ  | PT  | MPP  | %TC  | %3P  | %TL  | RPP | APP | ROB | TPP | PPP  |
| -------- | ----------------- | --- | --- | ---- | ---- | ---- | ---- | --- | --- | --- | --- | ---- |
| 1974–75  | Kansas City-Omaha | 80  |     | 31.9 | .465 |      | .818 | 6.1 | 1.6 | 1.0 | .3  | 11.1 |
| 1975–76  | Kansas City       | 82  |     | 36.2 | .456 |      | .780 | 7.4 | 2.4 | 1.3 | .4  | 15.5 |
| 1976–77  | Kansas City       | 81  |     | 33.9 | .460 |      | .855 | 6.2 | 2.8 | 1.2 | .3  | 15.4 |
| 1977–78  | Kansas City       | 81  |     | 36.6 | .509 |      | .870 | 5.7 | 2.5 | 1.2 | .3  | 17.7 |
| 1978–79  | Kansas City       | 73  |     | 34.2 | .534 |      | .797 | 5.3 | 2.0 | 1.0 | .4  | 18.3 |
| 1979–80  | Kansas City       | 68  |     | 34.5 | .512 | .318 | .801 | 5.7 | 2.1 | 1.2 | .7  | 19.0 |
| 1980–81  | Kansas City       | 81  |     | 35.8 | .477 | .325 | .686 | 5.3 | 2.8 | 1.2 | .6  | 19.0 |
| 1981–82  | Cleveland         | 54  | 39  | 30.3 | .441 | .217 | .733 | 5.6 | 2.5 | 1.4 | .3  | 10.9 |
| 1982–83  | Cleveland         | 35  | 35  | 36.9 | .480 | .409 | .844 | 5.9 | 2.5 | .7  | .3  | 18.1 |
| 1982–83  | Boston            | 40  | 0   | 12.6 | .459 | .100 | .667 | 1.9 | .8  | .5  | .2  | 5.2  |
| 1983–84† | Boston            | 68  | 5   | 13.5 | .444 | .154 | .829 | 2.0 | 1.0 | .4  | .1  | 4.8  |
| 1984–85  | Boston            | 78  | 5   | 14.4 | .478 | .500 | .764 | 2.0 | 1.2 | .3  | .1  | 6.4  |
| 1985–86† | Boston            | 79  | 19  | 17.7 | .473 | .354 | .662 | 2.4 | 1.1 | .5  | .3  | 8.0  |
| 1986–87  | Boston            | 6   | 2   | 13.0 | .333 | .500 | .500 | 1.5 | 1.0 | .3  | .3  | 3.3  |
| Total    | Total             | 906 | 105 | 28.6 | .481 | .335 | .794 | 4.8 | 2.0 | .9  | .3  | 13.2 |
| All-Star | All-Star          | 1   | 0   | 20.0 | .800 | .000 | .000 | 6.0 | 2.0 | 1.0 | .0  | 8.0  |

### Playoffs
| Año   | Equipo            | PJ | PT | MPP  | %TC  | %3P  | %TL  | RPP | APP | ROB | TPP | PPP  |
| ----- | ----------------- | -- | -- | ---- | ---- | ---- | ---- | --- | --- | --- | --- | ---- |
| 1975  | Kansas City-Omaha | 6  |    | 38.3 | .397 |      | .667 | 5.8 | 2.7 | 1.0 | .5  | 11.0 |
| 1979  | Kansas City       | 5  |    | 34.8 | .462 |      | .750 | 7.4 | 1.8 | 1.8 | .6  | 19.2 |
| 1980  | Kansas City       | 3  |    | 38.7 | .453 | .667 | .727 | 7.0 | 3.0 | .3  | 1.0 | 22.7 |
| 1981  | Kansas City       | 15 |    | 43.8 | .434 | .281 | .714 | 5.8 | 3.9 | 1.2 | .5  | 20.5 |
| 1983  | Boston            | 6  |    | 11.0 | .583 | .000 | .500 | 2.3 | .0  | .2  | .0  | 4.8  |
| 1984† | Boston            | 17 |    | 13.3 | .417 | .571 | .500 | 2.8 | 1.0 | .4  | .0  | 5.2  |
| 1985  | Boston            | 21 | 1  | 16.7 | .545 | .455 | .684 | 2.8 | 1.6 | .6  | .0  | 8.7  |
| 1986† | Boston            | 12 | 0  | 11.8 | .392 | .500 | .750 | 1.8 | .7  | .8  | .3  | 3.8  |
| Total | Total             | 85 | 1  | 23.1 | .453 | .386 | .696 | 3.8 | 1.8 | .7  | .2  | 10.4 |

### Entrenador
En el año 2003 se hizo con el puesto de entrenador de los ya desaparecidos Kansas City Knights de la ABA, ganando 23 partidos y perdiendo 9.